# Mallada albofacialis
Mallada albofacialis är en insektsart som beskrevs av Shaun L. Winterton 1995. Mallada albofacialis ingår i släktet Mallada och familjen guldögonsländor. Inga underarter finns listade i Catalogue of Life.